# Nelli Dietrich
Nelli Dietrich (* 12. Oktober 1989 in Langen) ist eine ehemalige deutsche Basketballspielerin.

## Laufbahn
Dietrich spielte ab 1999 in der Jugend des TV 1862 Langen, eine ihrer Trainerinnen war ihre Mutter Silke. Nelli Dietrich gehörte zu den Spielerinnen, die am Basketball-Teilzeit-Internat Langen gefördert wurden. 2007 wurde sie deutsche U18-Meisterin. Sie war deutsche Jugend-Nationalspielerin, nahm in den Altersbereichen U16 (B-EM), U18 und U20 (jeweils A-Europameisterschaft) an Kontinentalturnieren teil. Bereits als Jugendliche betätigte sich Dietrich beim TV 1862 Langen auch als Trainerin im Nachwuchsbereich.
Die 1,69 Meter große Aufbauspielerin gehörte zum Aufgebot der Rhein-Main Baskets. Im April 2008 erlitt sie einen Kreuzbandriss, der im Herbst 2008 eine Operation notwendig machte. Deshalb trug Dietrich zum Aufstieg der Rhein-Main Baskets in die Bundesliga 2009 nicht auf dem Feld bei. Zu Beginn der Saison 2009/10 musste sich Dietrich einer weiteren Kreuzbandoperation unterziehen. Während der Rückrunde des Spieljahres 2011/12, die auf dem zweiten Tabellenrang abgeschlossen wurde, erlitt sie wieder einen Kreuzbandriss. 2013 wurde sie mit den Rhein-Main Baskets deutsche Vizemeisterin. Ihre insgesamt zwölf A-Länderspiele bestritt Dietrich im Mai und Juni 2014.
Als sich die Rhein-Main Baskets 2015 aus der Bundesliga zurückzogen, wechselte sie nach Nördlingen, blieb somit in der ersten Liga. Sie spielte 2015/16 in Nördlingen, zur Saison 2016/17 kehrte sie zu den Rhein-Main Baskets zurück und ging damit in die 2. Bundesliga. Neben dem Basketball war Dietrich Lehramtsstudentin für den Grundschuldienst, am Ende der Saison 2018/19 beendete sie ihre Leistungssportlaufbahn. Nelli Dietrich war Spielführerin der Rhein-Main Baskets und spielte bei den Hessinnen zeitweise an der Seite ihrer Schwester Pia, die sie früher auch als Jugendtrainerin betreute.